# Мала Тернівка (село)

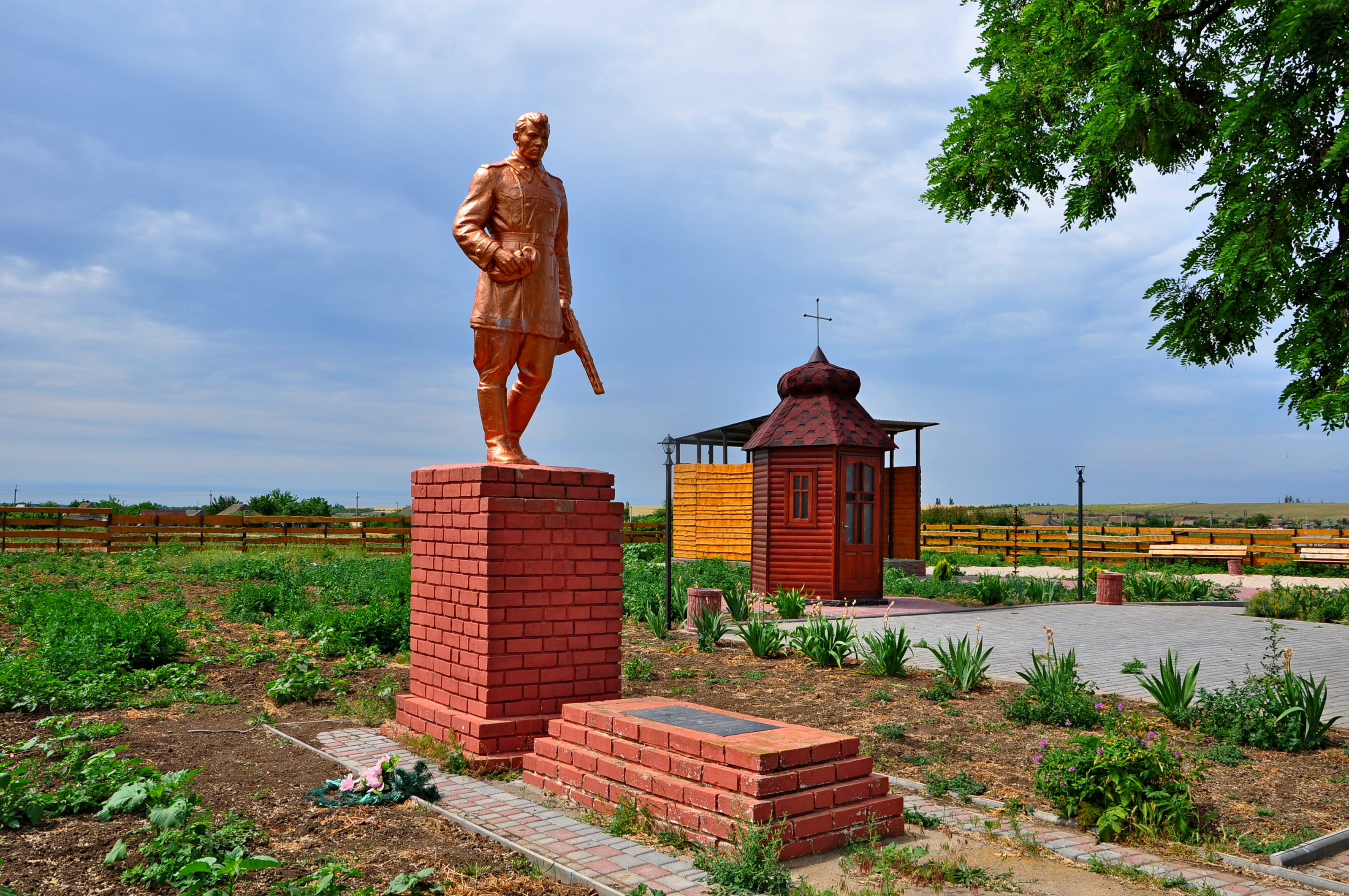
Меморіал на братській могилі

Мала́ Терні́вка (раніше — Тернівка Перша) — село в Україні, у Мелітопольському районі Запорізької області. Входить до складу Якимівської селищної громади. Населення становить 230 осіб. До 2017 орган місцевого самоврядування - Шелюгівська сільська рада.

## Географія
Село Мала Тернівка розташоване на лівому березі річки Малий Утлюк, за 5 км від Молочного лиману, вище за течією на відстані 2 км розташоване село Юр'ївка, нижче за течією на відстані 3,5 км розташоване село Шелюги. Через село проходить автомобільна дорога Т 0820.

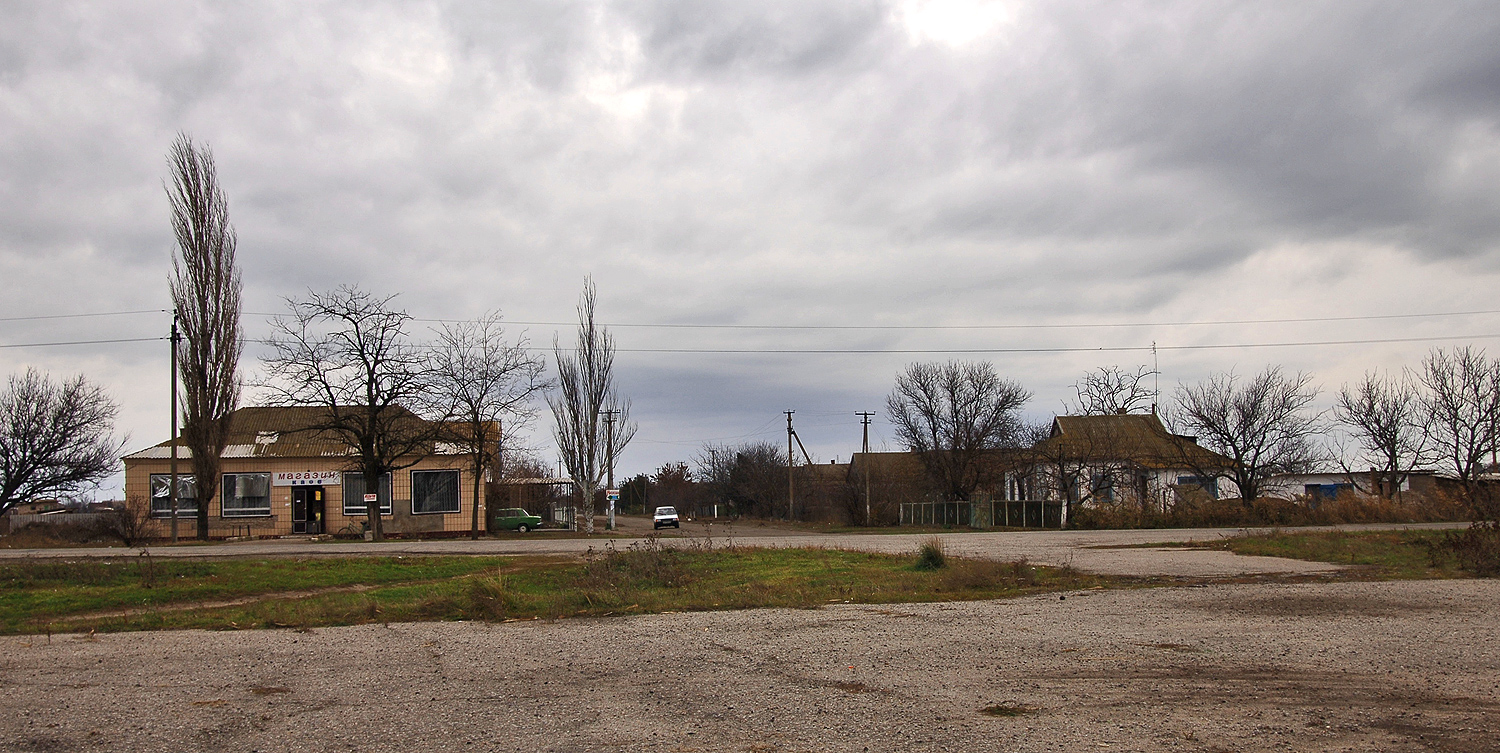
Магазин біля траси
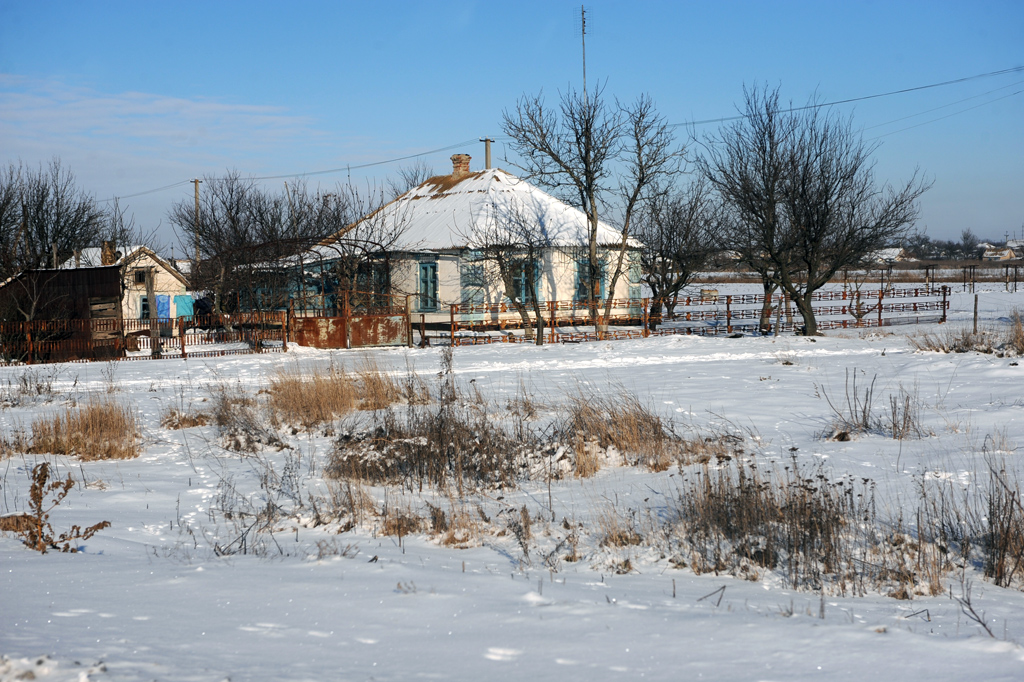
Зима в селі

## Історія
На території села збереглися залишки поселення скіфо-сарматських часів (II–I ст. до н. е.).
7 (20) листопада 1917 року, відповідно до Третього Універсалу Української Центральної Ради, увійшло до складу Української Народної Республіки.
12 червня 2020 року, відповідно до розпорядження Кабінету Міністрів України № 713-р «Про визначення адміністративних центрів та затвердження територій територіальних громад Запорізької області», увійшло до складу Якимівської селищної громади.
17 липня 2020 року, в результаті адміністративно-територіальної реформи та ліквідації Якимівського району, село увійшло до складу Мелітопольського району.
Село тимчасово окуповане російськими військами 24 лютого 2022 року.

## Населення
За даними перепису населення 2001 року, у селі мешкало 230 осіб. Мовний склад населення був таким:
| Мова       | Число ос. | Відсоток |
| ---------- | --------- | -------- |
| українська | 140       | 60.87    |
| російська  | 90        | 39.13    |

## Об'єкти соціальної сфери
- Відділення зв'язку